# Exaltado
Exaltado (en inglés Exalted) es un juego de rol estadounidense creado por Robert Hatch, Justin Achilli y Stephan Wieck y publicado por primera vez el 21 de julio de 2001 por la editorial White Wolf Publishing. Fue catalogado como un juego de «alta fantasía» (high fantasy en inglés) y tiene influencias de la literatura fantástica, tales como J. R. R. Tolkien y C. S. Lewis, así como de Mangas, películas y animes.
Exaltado consta actualmente de una segunda edición, con suplementos, manuales de castas y libros de mapas y bestiarios, entre otros.

## Ambientación
El argumento central del juego es que cada uno de los personajes jugadores ha sido elegido por un dios el cual lo ha exaltado otorgándole poderes sobrehumanos. El juego gira en torno a los Exaltados Solares, durante una época llamada «Edad de los Tumultos», en la cual los personajes jugadores (PJ) deberán sobrevivir, enfrentándose a criaturas mágicas, reinos en guerras, criaturas del Caos y traiciones, sin desestimar las ideas nuevas que proponga el Narrador
La meta básica consiste en reinstaurar la maravilla de la «Primera Edad» y el reino de los Solares.
Los diferentes tipos de exaltados son: Exaltados Solares, Exaltados Lunares, Exaltados Siderales, Exaltados Abismales, Exaltados Alquímicos, Exaltados Infernales y Exaltados Sangre de Dragón.

## Sistema de juego
El sistema de juego de Exaltado es el llamado Sistema Narrativo. Utiliza dados de 10 caras (d10), a semejanza de los otros juegos editados por White Wolf.

## Historia

### De la Creación
En un principio existían los Primordiales (Yozi) y nada más; y fue por ellos, para su deleite, que la Creación existió. Como no tenían ninguna intención de perder su tiempo “manteniendo” la Creación, decidieron inventar a los dioses, y así fue como crearon al Sol Invicto, Luna, las doncellas (los planetas) y los 5 dragones elementales (fuego, agua, aire, madera y tierra), quienes se encargarían de la administración de la Creación.
Poblaron lo de todo tipo de criaturas, entre ellas a los humanos cuyo único propósito de existir era la adoración de las entidades superiores.
De este modo los Primordiales crearon la ciudad de Yu-Shan y se dedicaron a jugar «El juego de las Divinidades» mientras sus peones, los dioses, regían y mantenían funcionando la Creación.
Pero los dioses no estaban conformes con esto, pues se cansaron de hacer este trabajo y planearon rebelarse contra sus creadores ayudados por Primordiales Gaia y Autocthon, empero, los Yozi previeron esta situación, de modo que al momento de crear a los dioses no les dieron la capacidad de enfrentarse a ellos (los Primordiales), era esta la póliza perfecta para mantenerles bajo control.
Los humanos no fueron atados con esta póliza, pues ¿que iban a temer los conceptos Primordiales de un ejército de frágiles humanos de vidas cortas? Pero lo que los Primordiales no vieron en los humanos fue su capacidad para superar sus propios límites; los dioses si vieron esta capacidad en los humanos y decidieron dotarlos con su poder para crear a los Exaltados. Así el Sol invicto creó a los Exaltados solares, los más poderosos entre los 300 Exaltados Celestiales; Luna creó a 300 Exaltados Lunares, parejas de los Solares; las Doncellas crearon 20 Exaltados Siderales cada una, para un total de 100; y Finalmente, los Dragones elementales crearon a los Exaltados Terrestres, los Sangres de Dragón.
Los Exaltados Celestiales resultaron ser muy poderosos, y de entre ellos, los Solares estaban en la cúspide; pero su don de la Exaltación Celestial no podía ser heredado, nunca podían a ser más de 700, pues cuando un Exaltado Celestial moría, su Exaltación buscaba un nuevo humano en quien brotar.
La Exaltación Terrestre, por otro lado, era de menor poder en comparación a los hijos de los dioses, pero la sangre de dragón si podía brotar en un heredero, esto permitió a los Vástagos de Dragón proliferar y alcanzar grandes números.
Con la ayuda de los Exaltados, los dioses consiguieron derrotar a los Primordiales, y estos sintieron un enorme miedo, pues hasta ese momento no concebían la idea de la derrota de modo que algunos de ellos se rindieron ante los dioses; pero otros Primordiales no aceptaron su derrota y, aunque técnicamente no pueden morir, pues la muerte no es parte de su Ser, fueron asesinados por los dioses. Estos primordiales aún caen en eterna agonía y se cree lo estarán así hasta el fin de los tiempos; son los llamados Malfeans, que moran en un nuevo lugar, creado especialmente para ellos, Malfeas.
Antes de caer, los Primordiales lanzaron una última maldición a los dioses, sin mucho resultado, pero que afecto gravemente a sus Exaltados, creando la Macula, conocida como la Gran maldición
Los dioses entregaron la Creación a los Exaltados para que se hicieran cargo de ella, mientras ellos viajaban a Yu-Shan para empezar su propio Juego de las Divinidades. Así a los Solares les toco el gobierno de la Creación, los lunares eran sus consortes y guardaespaldas, los siderales, sus astrólogos y consejeros, y los terrestres, las tropas de elite.

### De la Primera edad
Durante un tiempo interminable la Creación fue regida por los Solares y alcanzó una majestuosidad sin límites, las más grandiosas obras y artilugio datan de esa época; grandes obras de urbanización, reformas sociales y cuanta maravilla se pueda imaginar. Pero la Gran maldición que lanzaron los Yozi obró su efecto y el gobierno de los Solares empezó a corromperse, los Solares de dejaron llevar por sus bajas pasiones y se volvieron reyes tiranos, el Sol Invicto sintió vergüenza de sus hijos y dio la espalda a la Creación. La decadencia de la Primera Edad obligó a los Siderales a evaluar la situación y escrutar el futuro de la creación, se reunieron en un gran cónclave secreto y obraron un hechizo para conocer el futuro.
Tenían 3 opciones: Dejar que los Solares continuaran con la degradación hasta acabar destruyendo la Creación; Avisar a los Solares del destino de sus actos y esperar, lo cual podría salvar la creación, aunque era poco probable; o, Arrebatar el poder a los Solares para así instaurar un nuevo orden y evitar la destrucción de la Creación que los dioses les habían encomendado cuidar. Los Siderales se dividieron en dos partidos, unos apoyaban la idea de educar a los Solares para que corrigieran sus actos, a ellos se les llamó Facción Dorada; mientras que el partido que apoyaba la opción de derrocar a los solares se la llamó Facción de Bronce. Durante mucho tiempo discutieron, pero la Facción de Bronce predomino, pues su opción era la que tenía mayores posibilidades de éxito.
Así fue que convencieron a los Vástagos de Dragón para que se alzaran contra los Solares y así lo hicieron, atacándoles durante un gran banquete; muchos hijos del Sol invicto cayeron ahí, unos pocos consiguieron repeler el ataque pero fueron cayendo uno a uno, desorganizados, frente a las fuerzas de los Terrestres. Gran parte de los Lunares ayudaron a sus hermanos Solares y perecieron con ellos.
Gran parte de las Esencias de los Exaltados asesinados fueron encerradas en una prisión en el mar, llamada «La Prisión de Jade», para que no volvieran. Esta gran revuelta se conoce como la Usurpación. 
Las Esencias Solares que iban apareciendo eran rápidamente eliminadas en un asalto que se conoció como Caza Salvaje (Wild Hunt en inglés). Los lunares, atemorizados, huyeron a las zonas donde la realidad perdía consistencia, allí donde los Vástagos de Dragón no podían llegar, y algunos sobreviven hasta hoy (como el caso de Leviathan, Tamuz, Ma-Ha-Suchi, Lilith, entre otros).
Los Siderales instauraron una nueva doctrina, llamada «La Orden inmaculada de los Dragones Elementales» que establecía un montón de preceptos, entre los cuales se denominaba a los Exaltados Celestiales como Anatemas, demonios de gran poder. Así mismo, establecía a que los Exaltados Terrestres eran los valientes destructores del mal, quienes se revelaron ante el yugo de los Anatemas y les eliminaron para así poder traer paz y orden a la Creación.
Así llegaba a su fin la Primera edad.

## Enlaces
- Página oficial
- Exalted Wiki (en inglés)

- Datos: Q5467